# Antonín Dolenský

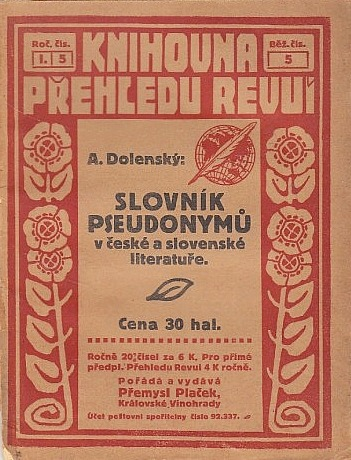
Slovník pseudonymů v české a slovenské literatuře, sepsal Antonín Dolenský vyd. 1910

Antonín Dolenský (11. června 1884, Praha – 20. prosince 1956, Praha) byl vrchní knihovník knihovny Národního muzea, bibliograf, historik umění a publicista.

## Život
Syn spisovatele a středoškolského učitele Jana Dolenského (1859-1933). Po maturitě na reálném gymnasiu v Praze studoval v letech 1904–1911 na Filosofické fakultě UK v Praze dějiny umění (K. Chytil), historii (Č. Zíbrt) a estetiku (O. Hostinský). Roku 1914 obhájil rigorózní práci: Václav Hollar ve světle nových pramenů a výzkumů. Pracoval v knihovně Národního muzea, od r. 1904 jako písař a volontér, 1910 asistent, 1916–1927 knihovník, 1927–1939 vrchní knihovník, 1939–1941 rada v knihovně NM. Roku 1939 byl vězněn gestapem.

## Dílo
Byl výtvarným redaktorem novin Samostatnost (1909-1911), 1912-1919 redaktorem umělecké revue Veraikon, 1913-1917 redaktorem uměleckého měsíčníku Dílo. Od roku 1911 člen literární sekce Uměleckého sdružení Sursum, 1926-1956 člen Spolku českých bibliofilů, aktivní člen Kruhu pro pěstování dějin umění. Za války byl redaktorem edic české klasické literatury Česká kronika a Růžový palouček v nakladatelství Františka Strnada.
Psal různé publikace ze svého oboru, vedle toho také připravil k vydání Kupidovu střelu od Šimona Lomnického, Palackého dějiny, Trojánskou kroniku, výbor obrazů Karla Škréty, Kleychovu zprávu o vynálezu knihtisku, či Komenského Orbis pictus. Redigoval také Knižní kulturu doby staré i nové, nebo Haškovy sebrané spisy. Byl také hlavní redaktor prvorepublikové encyklopedie Nový velký ilustrovaný slovník naučný a byl v redakci Komenského slovníku naučného vydaného v letech 1937–1938. Připravil také československý biografický slovník typu Kdo je kdo, Kulturní adresář ČSR (pro rok 1934 a 1936).
Byl činný v projektu Emila Pacovského Veraikon, který se zaměřoval na vydávání rarit z historie české literatury.